# Поморав'я
Поморав'я або Моравія — це історико-географічна територія разом з Тимощиною, що становить Східну Сербію.
Історично до ХІХ століття ця територія вважалася болгарською, але в 1840-х роках її оголосили частиною Старої Сербії. 